# Высокослоистые облака
Высокослоистые облака (лат. Altostratus)— разновидность облаков, представляющая собой плотный покров серого или беловатого цвета, вблизи солнца или луны образующий более светлую часть, сквозь которую виднеется бледный, слабосветящийся диск светила («водянистое солнце»). Эти облака служат причиной образования радужных венцов около Солнца или Луны.